# MIT Radiation Laboratory
Le MIT Radiation Laboratory (Laboratoire du rayonnement du MIT), communément appelé le Rad Lab, était un centre de recherche sur les micro-ondes et les radars situé au Massachusetts Institute of Technology (MIT) à Cambridge (Massachusetts). Il a été créé en octobre 1940 et a fonctionné jusqu'au 31 décembre 1945, date à laquelle ses fonctions ont été dispersées dans l'industrie, d'autres départements du MIT et, en 1951, le nouveau laboratoire MIT Lincoln. Lee A. DuBridge (en) a été directeur du Rad Lab. 

## Histoire
L'utilisation de micro-ondes pour diverses utilisations radio et radar était très souhaitée avant la guerre, mais les dispositifs à micro-ondes existants, comme le klystron, étaient trop peu puissants pour être utiles. Alfred Lee Loomis (en), un millionnaire et [physicien] qui dirigeait son propre laboratoire, a organisé le comité sur les micro-ondes pour examiner ces appareils et rechercher des améliorations. Au début de 1940, Winston Churchill a organisé ce qui est devenu la mission Tizard pour présenter aux chercheurs américains plusieurs nouvelles technologies que le Royaume-Uni avait développées. Parmi celles-ci figurait le magnétron à cavité, un bond en avant rendu la génération de micro-ondes pratique pour la première fois.
Loomis a organisé un financement dans le cadre du Comité de recherche sur la défense nationale (NDRC) et a réorganisé le Comité des micro-ondes du MIT pour étudier la technologie du magnétron et du radar en général. Le laboratoire s'est rapidement agrandi et, en quelques mois, il était plus important que les efforts du Royaume-Uni depuis plusieurs années. En 1943, le laboratoire a commencé à fournir un flux d'appareils toujours améliorés, qui pourraient être produits en grand nombre par l'industrie américaine. À son apogée, le Rad Lab employait 4 000 personnes au MIT et dans plusieurs autres laboratoires à travers le monde. Il a conçu la moitié de tous les systèmes radar utilisés pendant la Seconde Guerre mondiale.
À la fin de la guerre, les États-Unis occupaient une position de tête dans un certain nombre de domaines liés aux micro-ondes. Le Rad Lab a inventé plus de 100 systèmes radar différents et en a construit pour une valeur de 1,5 milliard de dollars. Parmi leurs produits notables figuraient le SCR-584, le meilleur radar de conduite de tir de la guerre, et le SCR-720 (en), un radar d'interception aéroporté qui est devenu le système standard de fin de guerre pour les chasseurs de nuit américains et britanniques Ils ont également développé le radar H2X, une version du radar de bombardement britannique H2S qui fonctionnait à des longueurs d'onde plus courtes dans la bande X. Le Rad Lab a également développé LORAN-A, le premier système de radionavigation au monde, qui était à l'origine connu sous le nom de "LRN" pour Loomis Radio Navigation.